# Velika zemaljska loža Saske
Velika zemaljska loža Saske (njem. Große Landesloge von Sachsen) bila je jedna od osam regularnih njemačkih slobodnozidarskih velikih loža koje su djelovale u Saskoj (Njemačko Carstvo i Weimarska Republika) do 1935. godine. Osnovana je 1811. u Dresdenu, a a 1935. bila je prisiljena obustaviti svoj rad pod pritiskom nacističkog režima. Nakon Drugog svjetskog rata Velika loža nije obnovljena, no nekoliko preostalih loža postale su 1949. godine osnivačice Ujedinjene velike lože Njemačke.

## Povijest
Velika zemaljska loža Saske osnovana je 27. rujna 1811. godine u Dresdenu. Osnivanju je prethodilo cirkularno pismo koje je 23. siječnja 1805. poslao Karl Friedrich von Brand, tadašnji starješina Lože "Tri mača" (Loge Zu den drei Schwertern) u Dresdenu. U deset točaka pisma pozvao je lože u Kraljevini Saskoj da se ujedine u suverenu i samostalnu veliku ložu, jer su dotad djelovale pod okriljem različitih inozemnih velikih loža.
Prvotni plan bio je osnovati veliku ložu još 1805., no taj je naum spriječen ratnim sukobima u Saskoj. Tek 7. veljače 1811. održan je prvi sastanak predstavnika sedam loža koje će kasnije postati osnivačice nove velike lože. Glavna skupština održana je 23. veljače 1811. pod predsjedanjem general-pukovnika Heinricha Wilhelma von Zeschaua. Tom je prilikom odlučeno da će unutar nove velike lože biti dopuštena sloboda obreda, čime su ložama omogućeni nastavak rada po njihovim dotadašnjim obredima, uz pribavljanje potrebnih dozvola od prijašnjih matičnih velikih loža.
Deset loža je sudjelovalo u osnivanju, i to: "Zlatni zid" (Zur goldenen Mauer) iz Bautzena, "Izvor u pustinji" (Brunnen in der Wüste) iz Cottbusa, "Zlatna jabuka" (Zum goldenen Apfel) i "Tri mača" iz Dresdena, 
"Tri planine" (Zu den drei Bergen) iz Freiburga, "Okrunjena zmija" (Zur gekrönten Schlange) iz Görlitza, "Leopard" (Zum Leoparden) iz Lübbena, "Harmonija" (Zur Harmonie) iz Hohensteina, "Tri plamena" (Zu den drei Flammen) iz Plauena te "Tri stupa" (Zu den drei Säulen) iz Triebela. Prvi veliki majstor bio je barun Joseph von Racknitz.
Između 20. veljače 1813. i 17. kolovoza 1815., zbog ratova protiv Napoleona, Velika loža je prekinula svoj rad. Nakon rata, dijelovi Saske pripali su Pruskoj, zbog čega su lože iz Cottbusa, Görlitza, Laubana, Lübbena, Merseburga i Triebela morale napustiti Veliku ložu i, prema novim zakonima, priključiti se nekoj od pruskih velikih loža.
Dana 14. rujna 1816., dotadašnji veliki majstor dao je ostavku, a naslijedio ga je von Zeschau, koji je na toj dužnosti ostao sve do 1830., kada se povukao zbog starosti.
Godine 1852., odvjetnik Eduard Emil Eckert, urednik novina Freimütige Sachsenzeitung, podnio je Ministarstvu pravosuđa Kraljevine Saske zahtjev za zabranu slobodnog zidarstva i raspuštanje Velike lože. Iako postupak nije urodio plodom – i djelomično je propao jer se Eckert zbog kritika kraljevske obitelji našao u političkim problemima i napustio zemlju – posljedice su ipak postojale. Dana 15. travnja 1852. izdan je dekret kojim se slobodnim zidarima zabranjuje služenje kao časnicima u saskoj vojsci. Taj je dekret ukinut tek 21. ožujka 1908. godine.
Velika pokrajinska loža Saske bila je ishodište snažnog reformskog pokreta unutar njemačkog slobodnog zidarstva. Njezin veliki majstor Gustav Heinrich Warnatz bio je pokretač stvaranja Saveza velikih loža. Unatoč različitim obredima u ložama (npr. Schröderov, Fesslerov), pa i različitim pristupima višim stupnjevima (neke su ih odbacivale, druge primjenjivale), lože su unutar Velike lože zadržale čvrsto zajedništvo.
Najveći broj članova zabilježila je 1930. godine, kada je okupljala oko 7.200 članova u 46 loža.
Kao i tri staropruske velike lože, Velika loža Saske pokušala je izbjeći nacističku zabranu tako što je 1933. godine ukinula slobodnozidarsku terminologiju i preoblikovala se u udrugu pod nazivom Njemački kršćanski red Saske (Deutsch Christlicher Orden Sachsen e.V.)
Unatoč tim prilagodbama, 15. srpnja 1935. tadašnjem velikom majstoru Hermannu Papsdorfu predstavnici Gestapoa i SD-a u Dresdenu, Karl Haselbacher i Max Brand, "preporučili" su samorazrješenje velike lože. Posljednje slobodnozidarsko zasjedanje održano je 9. kolovoza 1935., a sljedećeg dana, 10. kolovoza, Velika pokrajinska loža Saske službeno je raspuštena.
U lipnju 1949. godine četiri loža koje su radile pod okriljem Velike lože Saske sudjelovalo je u osnivanju Ujedinjene velike lože Njemačke.